# Gravier de Gargantua (Croth)
Pour les articles homonymes, voir Gravier de Gargantua.
Le Gravier de Gargantua est un mégalithe indéterminé situé sur la commune de Croth dans le département de l’Eure en France.

## Localisation
Le mégalithe est situé au milieu d’un bois à proximité du lieu-dit « Buisson de Croth » et en contrebas du chemin forestier appelé « Chemin de Gargantua ».

## Description
Le monument se présente sous la forme de deux pierres plates couchées côte à côte. La première mesure 4,45 m de longueur sur 1,7 m de largeur et 0,7 m d’épaisseur. La deuxième mesure 4,40 m de longueur sur 0,6 m d’épaisseur. Sa largeur varie de 1,7 m à une extrémité jusqu’à 2,55 m, elle est de 2,65 m au centre. La similitude des deux pierres suggère qu’il s’agit d’un seul bloc cassé en deux.

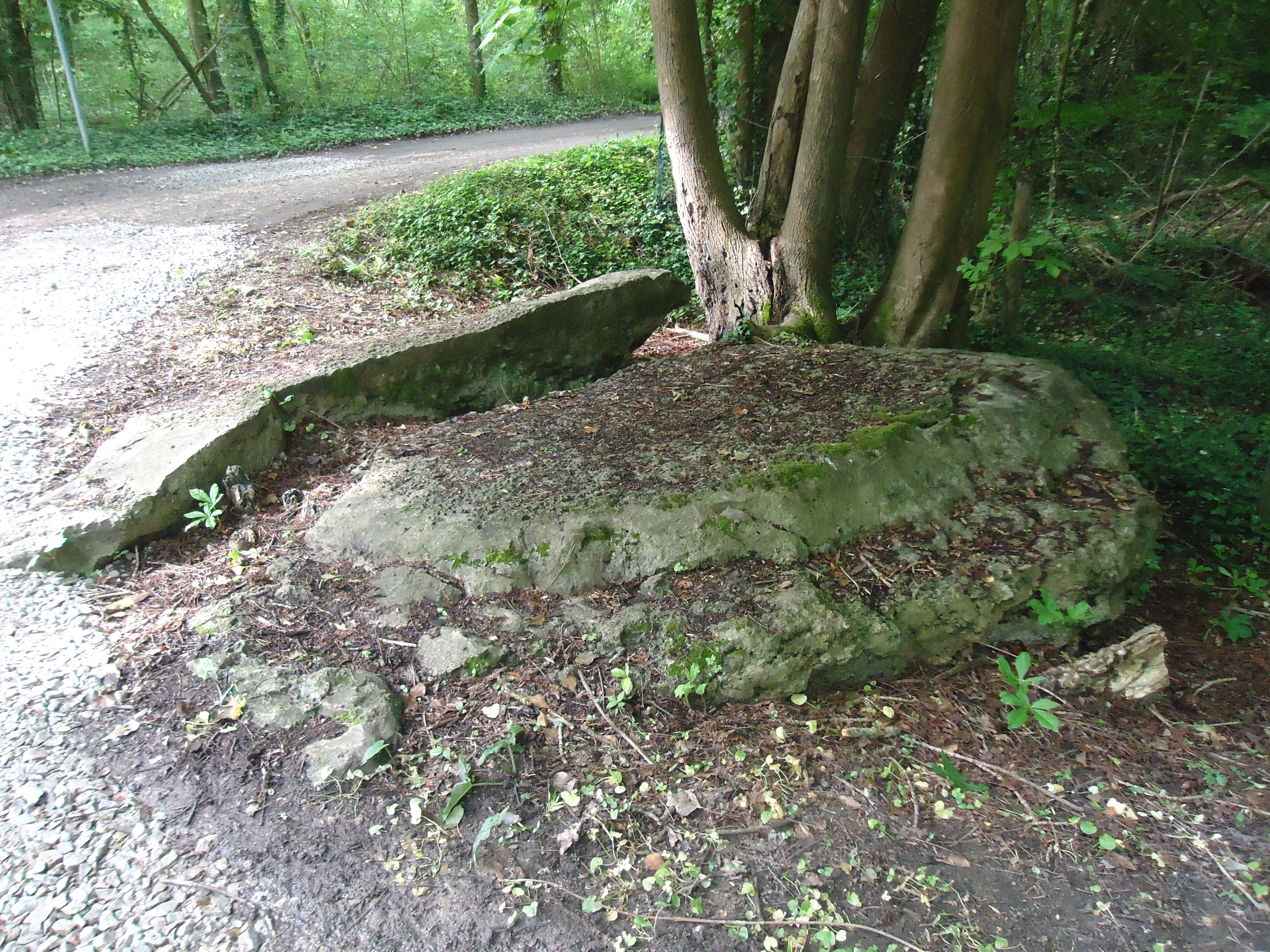
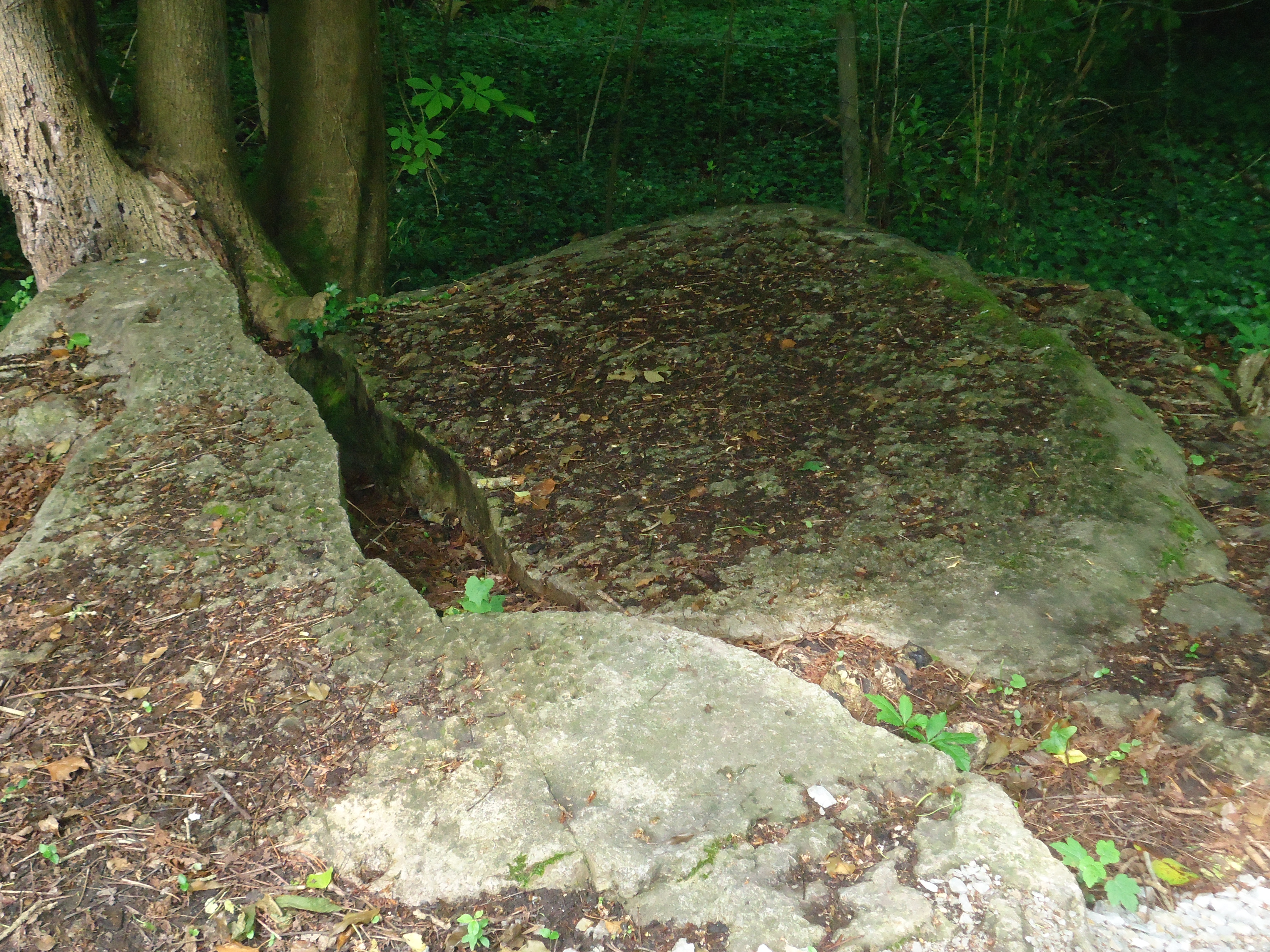
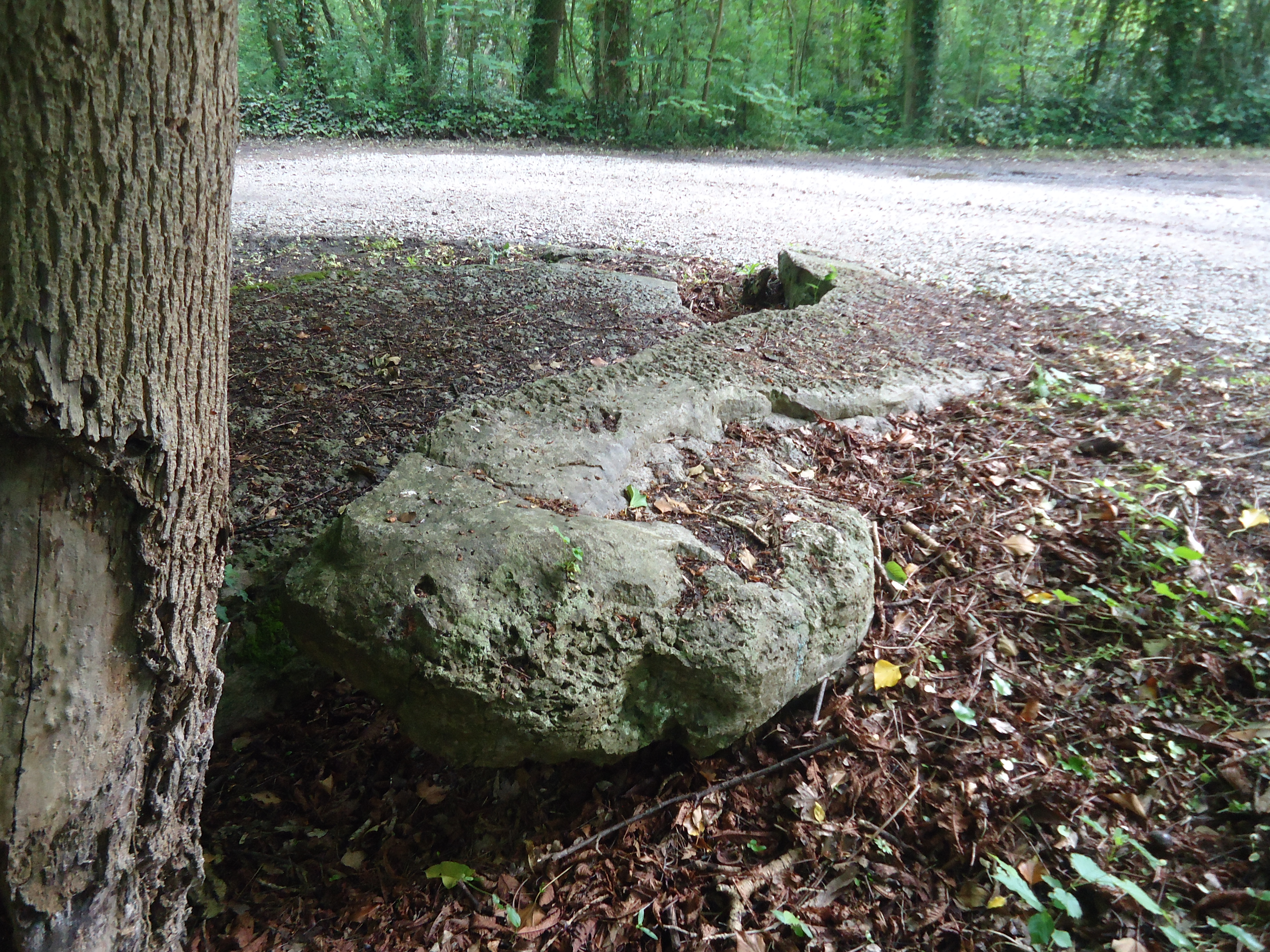
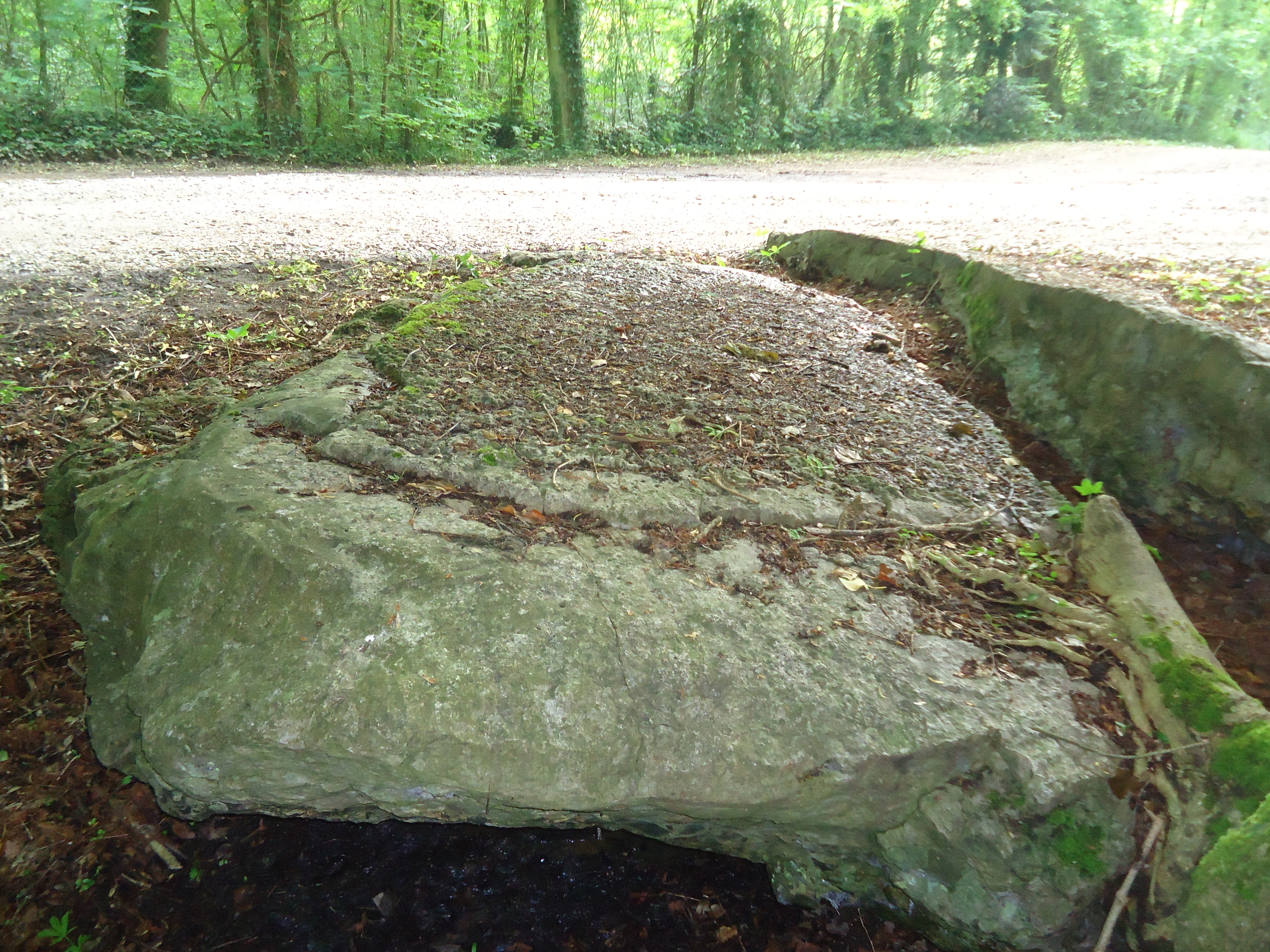

## Historique
Léon Coutil, président de la Société préhistorique française, décrit ce mégalithe pour la première fois en 1897. Les deux pierres sont alors suffisamment éloignées l’une de l’autre pour que deux arbres aient poussé entre elles. Les similitudes qu'il constate entre elles lui font suggérer qu’elles pourraient être les deux morceaux d'un seul et même bloc, qui se serait fracturé. La localisation de ce mégalithe à la croisée de deux chemins, le nom de « Gargantua » attribué à de nombreux menhirs de la région (Gravier de Gargantua (Port-Mort), Pierre de Gargantua à Neaufles-Auvergny, Pierre de Gargantua à Saint-Ouen-d’Attez, Caillou de Gargantua à Caillouet-Orgeville) l’amènent à penser qu’il s’agit d’un ancien menhir brisé et couché. La version commune du gravier s'étant pris dans la chaussure de Gargantua qui l'enlève ensuite, se retrouve au moins dans deux autres endroits en France, à savoir à Croth dans le même département où existe également un gravier de Gargantua, ainsi qu'à La Turballe en Loire-Atlantique. Il en existe aussi au moins une version en Écosse avec la Clochoderick stone dans le Renfrewshire où le nom de Gargantua fait place à celui générique de géant.
Henri Lamiray, membre de la Société normande d'études préhistoriques, y retourne vers 1936. S’il reconnaît dans les deux pierres les deux éléments d’un même bloc, la découverte d’autres plus petits morceaux de pierre à proximité lui font déduire que le mégalithe d’origine était un dolmen, probablement détruit lors de la construction du chemin. Toutefois, des fouilles effectuées sous les pierres n’ont donné aucun résultat.